# Bilan saison par saison du KV Malines
Cette page présente les résultats saison par saison du Yellow Red KV Malines, une équipe de football belge. Le club a disputé 100 saisons dans les divisions nationales, auxquelles il accède pour la première fois en 1909. Depuis lors, à l'exception de deux saisons en troisième division consécutives à une rétrogradation administrative pour cause de faillite, il a toujours évolué dans les deux plus hautes séries nationales.
Au niveau national, le club compte quatre titres de champion de Belgique, six titres de champion de Division 2 et un titre de champion de Division 3 à son palmarès, ainsi qu'une Coupe de Belgique. Au niveau international, Malines a remporté une fois la Coupe d'Europe des vainqueurs de coupe et la Supercoupe de l'UEFA.

## Tableau de résultats
| Ordre | Saison  | Nom du club     | Niveau                     | Classement final | Remarques            |
| ----- | ------- | --------------- | -------------------------- | ---------------- | -------------------- |
| 1     | 1909-10 | FC Malinois     | Promotion (D2)             | 7e/11            |                      |
| 2     | 1910-11 | FC Malinois     | Promotion (D2)             | 4e/12            |                      |
| 3     | 1911-12 | FC Malinois     | Promotion (D2)             | 4e/12            |                      |
| 4     | 1912-13 | FC Malinois     | Promotion (D2)             | 3e/12            |                      |
| 5     | 1913-14 | FC Malinois     | Promotion (D2)             | 3e/12            |                      |
| 6     | 1919-20 | FC Malinois     | Promotion (D2)             | 7e/12            |                      |
| 7     | 1920-21 | FC Malinois     | Promotion (D2)             | 2e/12            | Promu                |
| 8     | 1921-22 | FC Malinois     | Division d'Honneur         | 14e/14           | Relégué              |
| 9     | 1922-23 | FC Malinois     | Promotion (D2)             | 4e/14            |                      |
| 10    | 1923-24 | FC Malinois     | Promotion (D2) série A     | 2e/14            | Promu                |
| 11    | 1924-25 | FC Malinois     | Division d'Honneur         | 13e/14           | Relégué              |
| 12    | 1925-26 | FC Malinois     | Promotion (D2) série B     | 1er/14           | Champion et promu    |
| 13    | 1926-27 | FC Malinois     | Division d'Honneur         | 13e/14           | Relégué              |
| 14    | 1927-28 | FC Malinois     | Promotion (D2)             | 1er/14           | Champion et promu    |
| 15    | 1928-29 | FC Malinois     | Division d'Honneur         | 6e/14            |                      |
| 16    | 1929-30 | R. FC Malinois  | Division d'Honneur         | 11e/14           |                      |
| 17    | 1930-31 | R. FC Malinois  | Division d'Honneur         | 2e/14            | [ saisons 3 ]        |
| 18    | 1931-32 | R. FC Malinois  | Division d'Honneur         | 10e/14           |                      |
| 19    | 1932-33 | R. FC Malinois  | Division d'Honneur         | 9e/14            |                      |
| 20    | 1933-34 | R. FC Malinois  | Division d'Honneur         | 9e/14            |                      |
| 21    | 1934-35 | R. FC Malinois  | Division d'Honneur         | 11e/14           |                      |
| 22    | 1935-36 | R. FC Malinois  | Division d'Honneur         | 6e/14            |                      |
| 23    | 1936-37 | R. FC Malinois  | Division d'Honneur         | 5e/14            |                      |
| 24    | 1937-38 | R. FC Malinois  | Division d'Honneur         | 12e/14           |                      |
| 25    | 1938-39 | R. FC Malinois  | Division d'Honneur         | 4e/14            |                      |
| **    | 1939-40 | R. FC Malinois  | Division d'Honneur         | -/14             | [ saisons 4 ]        |
| **    | 1940-41 | R. FC Malinois  | Division d'Honneur série B | 3e/10            | [ saisons 5 ]        |
| 26    | 1941-42 | R. FC Malinois  | Division d'Honneur         | 10e/14           |                      |
| 27    | 1942-43 | R. FC Malinois  | Division d'Honneur         | 1er/16           | Champion             |
| 28    | 1943-44 | R. FC Malinois  | Division d'Honneur         | 5e/16            |                      |
| **    | 1944-45 | R. FC Malinois  | Division d'Honneur         | -/12             | [ saisons 6 ]        |
| 29    | 1945-46 | R. FC Malinois  | Division d'Honneur         | 1er/19           | Champion             |
| 30    | 1946-47 | R. FC Malinois  | Division d'Honneur         | 3e/19            |                      |
| 31    | 1947-48 | R. FC Malinois  | Division d'Honneur         | 1er/16           | Champion             |
| 32    | 1948-49 | R. FC Malinois  | Division d'Honneur         | 7e/16            |                      |
| 33    | 1949-50 | R. FC Malinois  | Division d'Honneur         | 5e/16            |                      |
| 34    | 1950-51 | R. FC Malinois  | Division d'Honneur         | 10e/16           |                      |
| 35    | 1951-52 | R. FC Malinois  | Division d'Honneur         | 5e/16            |                      |
| 36    | 1952-53 | R. FC Malinois  | Division 1                 | 6e/16            |                      |
| 37    | 1953-54 | R. FC Malinois  | Division 1                 | 2e/16            | [ saisons 7 ]        |
| 38    | 1954-55 | R. FC Malinois  | Division 1                 | 9e/16            |                      |
| 39    | 1955-56 | R. FC Malinois  | Division 1                 | 16e/16           | Relégué              |
| 40    | 1956-57 | R. FC Malinois  | Division 2                 | 8e/16            |                      |
| 41    | 1957-58 | R. FC Malinois  | Division 2                 | 3e/16            |                      |
| 42    | 1958-59 | R. FC Malinois  | Division 2                 | 5e/16            |                      |
| 43    | 1959-60 | R. FC Malinois  | Division 2                 | 5e/16            |                      |
| 44    | 1960-61 | R. FC Malinois  | Division 2                 | 4e/16            |                      |
| 45    | 1961-62 | R. FC Malinois  | Division 2                 | 3e/16            |                      |
| 46    | 1962-63 | R. FC Malinois  | Division 2                 | 1er/16           | Champion et promu    |
| 47    | 1963-64 | R. FC Malinois  | Division 1                 | 16e/16           | Relégué              |
| 48    | 1964-65 | R. FC Malinois  | Division 2                 | 2e/16            | Promu                |
| 49    | 1965-66 | R. FC Malinois  | Division 1                 | 6e/16            |                      |
| 50    | 1966-67 | R. FC Malinois  | Division 1                 | 12e/16           |                      |
| 51    | 1967-68 | R. FC Malinois  | Division 1                 | 14e/16           |                      |
| 52    | 1968-69 | R. FC Malinois  | Division 1                 | 15e/16           | Relégué              |
| 53    | 1969-70 | R. FC Malinois  | Division 2                 | 9e/16            |                      |
| 54    | 1970-71 | KV Mechelen     | Division 2                 | 2e/16            | Promu                |
| 55    | 1971-72 | KV Mechelen     | Division 1                 | 6e/16            |                      |
| 56    | 1972-73 | KV Mechelen     | Division 1                 | 5e/16            |                      |
| 57    | 1973-74 | KV Mechelen     | Division 1                 | 7e/16            |                      |
| 58    | 1974-75 | KV Mechelen     | Division 1                 | 17e/20           |                      |
| 59    | 1975-76 | KV Mechelen     | Division 1                 | 15e/19           |                      |
| 60    | 1976-77 | KV Mechelen     | Division 1                 | 18e/18           | Relégué              |
| 61    | 1977-78 | KV Mechelen     | Division 2                 | 7e/16            |                      |
| 62    | 1978-79 | KV Mechelen     | Division 2                 | 10e/16           |                      |
| 63    | 1979-80 | KV Mechelen     | Division 2                 | 11e/16           |                      |
| 64    | 1980-81 | KV Mechelen     | Division 2                 | 5e/16            | Promu via tour final |
| 65    | 1981-82 | KV Mechelen     | Division 1                 | 18e/18           | Relégué              |
| 66    | 1982-83 | KV Mechelen     | Division 2                 | 1er/16           | Champion et promu    |
| 67    | 1983-84 | KV Mechelen     | Division 1                 | 6e/18            |                      |
| 68    | 1984-85 | KV Mechelen     | Division 1                 | 12e/18           |                      |
| 69    | 1985-86 | KV Mechelen     | Division 1                 | 11e/18           |                      |
| 70    | 1986-87 | KV Mechelen     | Division 1                 | 2e/18            | [ saisons 11 ]       |
| 71    | 1987-88 | KV Mechelen     | Division 1                 | 2e/18            | [ saisons 12 ]       |
| 72    | 1988-89 | KV Mechelen     | Division 1                 | 1er/18           | Champion             |
| 73    | 1989-90 | KV Mechelen     | Division 1                 | 3e/18            |                      |
| 74    | 1990-91 | KV Mechelen     | Division 1                 | 2e/18            | [ saisons 13 ]       |
| 75    | 1991-92 | KV Mechelen     | Division 1                 | 4e/18            |                      |
| 76    | 1992-93 | KV Mechelen     | Division 1                 | 3e/18            |                      |
| 77    | 1993-94 | KV Mechelen     | Division 1                 | 8e/18            |                      |
| 78    | 1994-95 | KV Mechelen     | Division 1                 | 11e/18           |                      |
| 79    | 1995-96 | KV Mechelen     | Division 1                 | 10e/18           |                      |
| 80    | 1996-97 | KV Mechelen     | Division 1                 | 17e/18           | Relégué              |
| 81    | 1997-98 | KV Mechelen     | Division 2                 | 5e/18            | Tour final           |
| 82    | 1998-99 | KV Mechelen     | Division 2                 | 1er/18           | Champion et promu    |
| 83    | 1999-00 | KV Mechelen     | Division 1                 | 11e/18           |                      |
| 84    | 2000-01 | KV Mechelen     | Division 1                 | 18e/18           | Relégué              |
| 85    | 2001-02 | KV Mechelen     | Division 2                 | 1er/18           | Champion et promu    |
| 86    | 2002-03 | KV Mechelen     | Division 1                 | 17e/18           | Relégué              |
| 87    | 2003-04 | Y&R KV Mechelen | Division 3 série A         | 7e/16            |                      |
| 88    | 2004-05 | Y&R KV Mechelen | Division 3 série A         | 1er/16           | Champion et promu    |
| 89    | 2005-06 | Y&R KV Mechelen | Division 2                 | 13e/18           |                      |
| 90    | 2006-07 | Y&R KV Mechelen | Division 2                 | 2e/18            | Promu via tour final |
| 91    | 2007-08 | Y&R KV Mechelen | Division 1                 | 13e/18           |                      |
| 92    | 2008-09 | Y&R KV Mechelen | Division 1                 | 10e/18           |                      |
| 93    | 2009-10 | Y&R KV Mechelen | Division 1                 | 7e/16            | Play-offs 2          |
| 94    | 2010-11 | Y&R KV Mechelen | Division 1                 | 7e/16            | Play-offs 2          |
| 95    | 2011-12 | Y&R KV Mechelen | Division 1                 | 9e/16            | Play-offs 2          |
| 96    | 2012-13 | Y&R KV Mechelen | Division 1                 | 8e/16            | Play-offs 2          |
| 97    | 2013-14 | Y&R KV Mechelen | Division 1                 | 13e/16           | Play-offs 2          |
| 98    | 2014-15 | Y&R KV Mechelen | Division 1                 | 9e/16            | Play-offs 2          |
| 99    | 2015-16 | Y&R KV Mechelen | Division 1                 | 10e/16           | Play-offs 2          |
| 100   | 2016-17 | Y&R KV Mechelen | Division 1A                | 7e/16            | Play-offs 2          |
| 101   | 2017-18 | Y&R KV Mechelen | Division 1A                | 16e/16           | Relégué              |
| 102   | 2018-19 | Y&R KV Mechelen | Division 1B                | 1er/8            | Champion et promu    |
| 103   | 2019-20 | Y&R KV Mechelen | Division 1A                | 7e/16            |                      |
| 104   | 2020-21 | Y&R KV Mechelen | Division 1A                | 8e/18            |                      |
| 105   | 2021-22 | Y&R KV Mechelen | Division 1A                | 7e/18            |                      |
| 106   | 2022-23 | Y&R KV Mechelen | Division 1A                | 13e/18           |                      |
| 107   | 2023-24 | Y&R KV Mechelen | Division 1A                | 8e/16            |                      |
| 108   | 2024-25 | Y&R KV Mechelen | Division 1A                | ... /16          |                      |

## Bilan
Statistiques mises à jour le 3 décembre 2024 (terme de la saison 2023-2024)
| Niv | Divisions     | Jouées | Titres | TM Up | TM Down |
| --- | ------------- | ------ | ------ | ----- | ------- |
| I   | 1re nationale | 73     | 4      |       |         |
| II  | 2e nationale  | 32     | 7      | 3     |         |
| III | 3e nationale  | 2      | 1      |       |         |
| IV  | 4e nationale  | 0      | 0      |       |         |
| V   | 5e nationale  | 0      | 0      |       |         |
|     |               |        |        |       |         |
|     | TOTAUX        | 107    | 12     | 3     | 0       |

- TM Up : test-match pour départager des égalités, ou toutes formes de Barrages ou de Tour final pour une montée éventuelle.
- TM Down : test-match pour départager des égalités, ou toutes formes de Barrages ou de Tour final pour le maintien.